# 岩淵勉
岩淵 勉（いわぶち つとむ、1888年〈明治21年〉2月 - 1956年〈昭和31年〉1月14日）は、日本の実業家、政治家。青森県弘前市長。

## 来歴
青森県中津軽郡弘前に生まれる。青森県立弘前中学校（現・青森県立弘前高等学校）を経て、慶應義塾大学部理財科卒。卒業後は弘前電燈株式会社に就職し、会社支配人となる。その後、陸奥鉄道支配人、津軽鉄道常務となった。
1945年暮れに弘前市長の葛原運次郎が死去、1946年1月にその後任の市長に就任した。翌1947年、弘前市長選挙に立候補して当選した。4年後の市長選挙には不出馬、1955年の市長選挙に立候補して市長に返り咲いた。しかし、病気に倒れ、1956年、在職中のまま死去した。